# Blair (condado de Jefferson)
Blair es un área no incorporada ubicada dentro del Distrito Harpers Ferry, una división civil menor del condado de Jefferson (Virginia Occidental), Estados Unidos. Está catalogada como un asentamiento humano por la Junta de Nombres Geográficos de los Estados Unidos.
El número de identificación (ID) asignado por el Servicio Geológico de Estados Unidos es 1553920.

## Geografía
Se encuentra a una altitud de 120 m s. n. m. (394 pies) según el conjunto de datos de elevación nacional.